# Waterkrachtcentrale Seitevare
De Waterkrachtcentrale Seitevare is een waterkrachtcentrale in het noorden van Zweden. De centrale ligt in de provincie Norrbottens län, gemeente Jokkmokk.
De centrale, die haar naam ontleent aan de berg Seitevare, ligt aan de zuidpunt van het meer Tjaktjajaure en is de eerste waterkrachtcentrale in het dal van de Kleine Lule. Voorheen lag op die plek de Heliga fallet (Heilige waterval) of Passekårtje (Samisch), die opgeofferd is. Een circa 100 meter hoge dam van 1300 meter lengte sluit het meer af van de Blackälven. De krachtcentrale is gebouwd tussen 1962 en 1967 en levert anno 2009 225 MW. In de jaren 80 was de centrale betrokken bij een ongeluk, waarbij het water terug de turbines instroomde.
De waterkrachtcentrale is verantwoordelijk voor het wisselende waterpeil van het meer, dat schommelt tussen 443 en 478 meter boven zeeniveau.